# Gaston Deschamps
Pour les articles homonymes, voir Deschamps.
Charles Pierre Gaston Napoléon Deschamps, né le 5 janvier 1861 à Melle et mort le 15 mai 1931 à Paris 6e, est un archéologue, écrivain et journaliste français.

## Biographie
Entré à l’École normale en 1882, Il a été nommé membre de l’École française d'Athènes en 1885. Il effectua des travaux archéologiques à Amorgos, Chios et en Asie Mineure. Selon des archéologues ultérieurs, il fit preuve de désinvolture en ne publiant pour ses fouilles d'Amorgos qu'un rapport de deux pages sans illustrations.
À son retour en France, il est professeur à Sens pendant trois mois avant de devenir maitre surveillant à l’École normale. Ayant envoyé, de Grèce, des correspondances remarquées au Journal des débats qui furent, il en devient successivement rédacteur, puis secrétaire de la rédaction.
En 1893, il succède, à Anatole France comme critique littéraire du Temps. En janvier 1898, il commence une série de conférences en Sorbonne sur Victor Hugo. François Coppée, avec qui il entretenait une relation chaleureuse fondée sur la défense des nouveaux talents littéraires, l’ayant annoncé à ses lecteurs du Journal dans un article intitulé : « Victor Hugo à la Sorbonne », un auditoire d’environ sept cents personnes remplit son amphithéâtre.
Professeur suppléant d'Émile Deschanel au Collège de France, il a collaboré à de nombreuses revues, notamment au Bulletin de correspondance hellénique, à la Revue Bleue, à la Revue des Deux Mondes, à la Revue de Paris, au Figaro. Outre ses chroniques, il publia des poèmes, des relations de voyages (le Chemin fleuri) et des ouvrages critiques. Il publia aussi une biographie de Marivaux et une autre de Pierre Waldeck-Rousseau.
L’Académie française lui décerne le prix Montyon en 1893 pour La Grèce d’aujourd’hui et le prix Vitet en 1912 pour l'ensemble de son œuvre.
Élu député des Deux-Sèvres pour le Bloc national de 1919 à 1924, membre de la commission des Beaux-Arts, dont il est devenu président, il a été de ceux qui ont soutenu Léon Bérard lorsque celui-ci a rétabli le Concours général, aboli près de vingt ans auparavant.
Il repose au cimetière de sa ville natale.

## Publications
- Sur les routes d’Asie, Paris, A. Colin, 1894.
- La Grèce d’aujourd’hui, Paris, A. Colin, 1892.Ouvrage couronné par l'Académie française.
- Le Chemin fleuri, récit de voyages. Paris, Calmann-Lévy, 1896.
- La Vie et les livres, Paris, A. Colin et Cie, 1894-1900.
- Marivaux, Paris, Hachette, 1897, 191 p., in-16 (OCLC 5253049).
- Le Malaise de la démocratie, Paris, Armand Colin, 1899, 364 p., in-16 (OCLC 894229285, lire en ligne sur Gallica).
- Le Rythme de la vie, Paris, A. Colin, 1906.
- À Constantinople, Paris, Calmann-Lévy, 1913 (lire en ligne).